# Philipp Emanuel von Fellenberg
Philipp Emanuel von Fellenberg (* 15. Juni 1771 in Bern; † 21. November 1844 in Hofwil bei Münchenbuchsee) war ein Schweizer Pädagoge und Agronom.

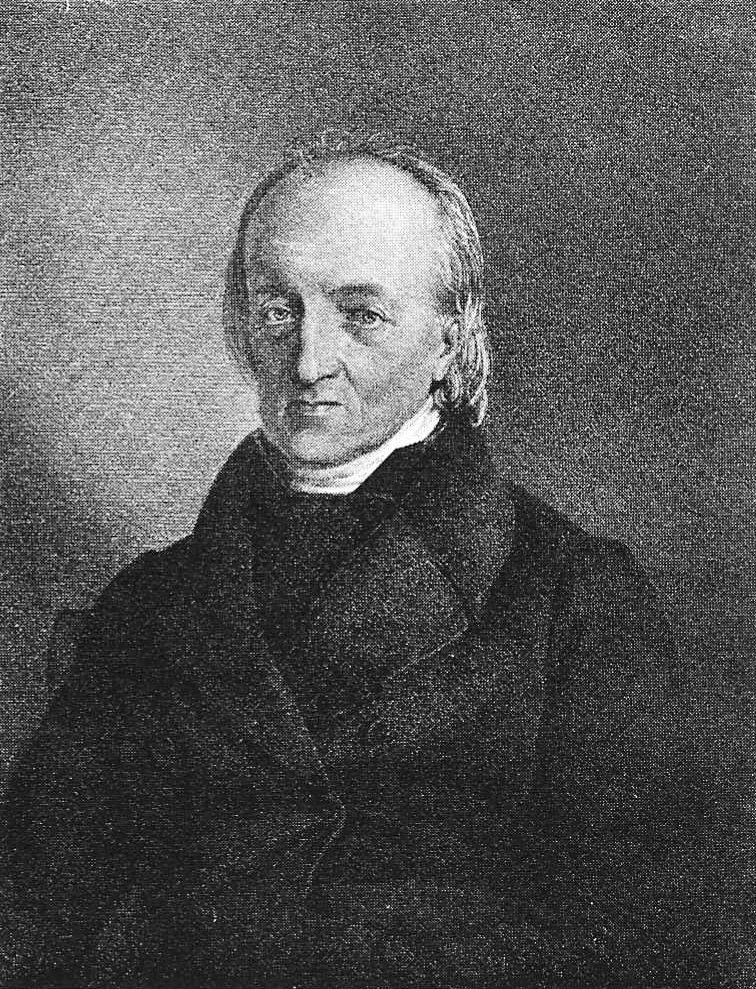
Philipp Emanuel von Fellenberg

Hofwil im 19. Jahrhundert

## Leben
Philipp Emanuel von Fellenberg stammte aus einem alten Berner Patriziergeschlecht. Nach einer Ausbildung durch seine aus Holland stammende Mutter Philippine Maria Suarz (1748–1805) und in der École militaire des Gottlieb Konrad Pfeffel in Colmar studierte er in Tübingen Rechtswissenschaften und Philosophie, unternahm während längerer Zeit Bildungsreisen und hielt sich dann in Paris auf. Nach seiner Rückkehr in die Heimat geriet er in Konflikt mit dem lokalen Patriziat, dessen Herrschaft er kritisiert hatte, und nach dem Einfall der Franzosen 1798 auch mit diesen, wurde dann aber rehabilitiert und als Gesandter nach Paris geschickt, wo er sich erfolgreich für eine Erleichterung der Situation in der Schweiz einsetzte. Schon bald zog er sich jedoch freiwillig aus der Politik zurück und betätigte sich auf Anregung seiner Eltern als Volkserzieher.
1799 kaufte er zusammen mit seinem Vater Daniel von Fellenberg (1736–1801) das Gut Hofwil in der Nähe von Bern, übernahm dieses nach dem Tod des Vaters vollständig, gründete einen landwirtschaftlichen Musterbetrieb und verfasste agronomische Schriften. Zum Musterbetrieb kamen nach und nach eine ganze Anzahl von Lehr- und Erziehungsanstalten, u. a. für
- verwahrloste Kinder (1804 mit Johann Jacob Wehrli)
- junge Landwirte (1807)
- Lehrer und Söhne höherer Stände (1808)

Einer der bekanntesten Schüler war der spätere italienische Politiker Stefano Jacini.
Johann Karl Christian Lippe war von 1809 bis 1822 an der Lehr- und Erziehungsanstalt tätig. Wegen unüberbrückbarer Differenzen mit Fellenberg verliess Lippe und mit ihm etliche Lehrer 1822 Hofwil.
Fellenbergs Gattin Margaretha von Tscharner (1778–1839) errichtete ein Bildungsinstitut für junge Mädchen aller Stände. Zweimal wurde versucht, diese Anstalten mit denen Johann Heinrich Pestalozzis zu verschmelzen (1804 und 1817), aber die beiden Pädagogen konnten sich nicht auf eine gemeinsame Linie einigen. Eine heftige Polemik für Pestalozzi und gegen Fellenberg führte später Jeremias Gotthelf. Er hielt seinen Berner Landsmann für einen Despoten, Fanatiker und Egozentriker.
Im Jahre 1820 trat Fellenberg in den Grossen Rat seines Kantons ein, wurde 1831 dessen Präsident sowie Mitglied des Erziehungsdepartements und des Verfassungsrats und 1833 Berner Landammann, zog sich aber nach einigen Konflikten wieder ganz in seine Anstalten zurück.
Nach seinem Tode 1844 übernahm sein Sohn Wilhelm Tell von Fellenberg bis 1855 die landwirtschaftliche Anstalt Hofwil.
Noch heute besteht in Hofwil ein Gymnasium. Fellenbergs Nachlass befindet sich in der Burgerbibliothek Bern.

## Werke
- Landwirtschaftliche Blätter von Hofwyl. Maurhofer & Dellenbach, Aarau 1808–1817 (5 Hefte).
  - Darstellung der Armen-Erziehungsanstalt in Hofwyl. Von ihrem Stifter E. v. F. Aus dem vierten Hefte der landwirthschaftlichen Blätter von Hofwyl besonders abgedruckt. Aarau 1813.
  - Observations extraites des feuilles d’Hofwyl, sur les semoirs à grains de toute espèce et leur emploi. Berne 1813.
- Vues relatives à l’agriculture de la Suisse et aux moyens de la perfectionner. Traduit de l’Allemand par C. Pictet. Genève 1808.
- Vorläufige Nachricht über die Erziehungsanstalt für die höheren Stände zu Hofwyl. Bern 1811.
- Beleuchtung einer weltgerichtlichen Frage an unsern Zeitgeist. Bei C. A. Jenni, Bern 1830 (später: Thoemmes Press, Bristol, 1994, ISBN 1-85506-279-8).
- Sendschreiben an den Verfassungsrath des Kantons Bern, … April 1831. Gedruckt bei Carl Rätzer, Bern 1831.
- Der dreimonatliche Bildungskurs. Bern 1833.